# Фахад Аль-Куварі
Фахад Аль-Куварі (араб. فهد الكواري, нар. 19 грудня 1968, Катар) — катарський футболіст, що грав на позиції півзахисника, зокрема за клуб «Аль-Садд», а також національну збірну Катару.

## Клубна кар'єра
У дорослому футболі дебютував 1987 року виступами за команду «Аль-Тадамун», в якій провів два сезони. 
1989 року перейшов до клубу «Аль-Садд», за який відіграв 14 сезонів. Завершив професійну кар'єру футболіста виступами за команду «Аль-Садд» у 2003 році. У її складі вигравав Лігу зірок Катару, Кубок Еміра Катару, Клубний чемпіонат Перської затоки та Кубок арабських чемпіонів. 

## Виступи за збірну
1987 року дебютував в офіційних матчах у складі національної збірної Катару.
У складі збірної був учасником домашнього кубка Азії 1988, кубка Азії 1992 в Японії та  кубка Азії 2000 в Лівані.
Загалом протягом кар'єри в національній команді, яка тривала 15 років, провів у її формі 37 матчів, забивши 6 голів.

## Титули і досягнення
- Чемпіон Катару (1):

«Аль-Садд»: 1999-2000
- Володар Кубка Еміра Катару (5):

«Аль-Садд»: 1990-1991, 1993-1994, 1999-2000, 2000-2001, 2002-2003
- Клубний чемпіон Перської затоки (1):

«Аль-Садд»: 1991
- Володар Кубка арабських чемпіонів (1):

«Аль-Садд»: 2001